# Bárbara Lys
Bárbara Moyá Vicens (Artá, Baleares, 1946) es una bailarina y actriz española. 

## Biografía
A los diez años se traslada a Palma de Mallorca donde, al tiempo que el bachillerato, estudia baile clásico. 
A los diecisiete años obtiene varios premios de belleza en diferentes concursos. Recién cumplidos dieciocho es elegida Miss Baleares y, en el certamen de Miss España, segunda dama de honor. Los organizadores decidieron enviar a Bárbara al certamen de Miss Europa pero ella rechazó participar porque no estaba de acuerdo con las normas y el ambiente interno del certamen. 
A los dieciséis años, había formado, junto a dos bailarines de Antonio, el trío “Los Montilla”. Dedicados al clásico español recorrieron España pero, cuando van a Madrid con motivo del certamen de Miss España, decide quedarse en la ciudad. Entra en el entonces Ballet Oficial de RTVE, dirigido por Alberto Masulli, donde bailaban clásico, flamenco y moderno.
Se inicia en el mundo de la publicidad como modelo. Al tiempo le proponen trabajar como actriz de fotonovelas, campo en el que adquiere bastante popularidad, protagonizando un sinfín de ellas con el nombre de Barbarella. 
Dato curioso: a Bárbara no le gustaba su apellido pero sí su nombre. Encontró dos apellidos, Lys y Rey, que le gustaban. Se decidió por Lys. Se lo dijo a su representante, Butragueño, y, al poco tiempo, había en la profesión, además de ella, Bárbara Lys, una actriz llamada Bárbara Rey y otra llamada Ágata Lys. Así eran las cosas entonces.
Empezaba la época de la transición. Jaime Azpilicueta preparaba el primer vodevil que se iba a hacer en España y la contrata para hacer El visón volador, de Ray-Cooney. Al cabo de un año, con la obra aún en cartel, la llama Chicho Ibáñez Serrador para hacer El agujerito, su única obra teatral, en la que trabajaba él mismo, Mari Carmen Prendes, Marta Puig, etc. Está con él durante dos años. 
Ya afianzada en su carrera teatral participa en diferentes obras sin parar durante años. Con Fernando Guillén y Gemma Cuervo, Todo en el jardín, de Edward Albee; con Manolo Collado y dirigida por Alberto Closas, Chao, de  Gilbert Sauvajon, con María José Goyanes, Eusebio Poncela... Con Juan José Alonso Millán hace su  primera comedia musical Cantando se entiende la gente, con Licia Calderón, Mirta Miller, etc. en La Fontana… Estrenó Sé infiel y no mires con quién, de Cooney y Chapman, dirigida de nuevo por Jaime Azpilicueta, con Pedro Osinaga, José Sacristán, etc., obra récord en recaudación y permanencia de la escena española y en la que permaneció cuatro de los diez años que estuvo en cartel.
Durante la huelga de actores de 1971, se negó a trabajar, por lo que hubo que cerrar el teatro Maravillas. Se afilió al PCE, formó parte de la candidatura del primer Sindicato de Actores en 1975 y participó activamente en la lucha por la democracia. Presentó diversos actos políticos, entre ellos el primer gran mitin libre, que tuvo lugar en la plaza de toros de Vistalegre en Carabanchel, después de la legalización del PCE en abril de 1977, y donde se hizo la presentación oficial, ya en libertad, de Santiago Carrillo. Dejó el PCE cuando la famosa “pinza” para derribar al gobierno de Felipe González. 
Decidió estudiar Historia en la  UAM y dejó Sé infiel y no mires con quién, y el teatro en general, al no poder compaginarlo con la universidad, dedicándose entonces a la radio donde trabajaba con Ángel de Echenique en su programa de Fin de Semana. 
Mientras tanto, hizo cortos, televisión…En cine participó en varias películas: Operación Matahari, de Mariano Ozores; Vamos por la parejita, de Alfonso Paso; Pero... ¿en qué país vivimos? y Juicio de faldas, de José Luis Sáenz de Heredia; Coqueluche, de Germán Lorente; Me debes un muerto, de Jesús Guzmán; El virgo de Visanteta, de Vicente Escrivá, Divorcio a la andaluza, de José María Zabalza; Secretos de alcoba, de Javier Escrivá; Parranda, de Gonzalo Suárez; La criatura y Colegas, de Eloy de la Iglesia; Mi hija Hildegart, de Fernando Fernán Gómez.
Se licenció en Historia Moderna y Contemporánea y se fue unos años a Londres donde, junto a Julio Morales, hacía un programa de radio para el mundo de habla hispana que se emitía desde la Central of Information del Gobierno británico. 
A su regreso a Madrid trabajó tres años como profesora de Historia e Inglés en un centro de formación privado. En 1989 dio a luz a su hijo, Enrique Carlos Curiel Moyá, fruto de su relación con el dirigente político Enrique Curiel y estuvo un tiempo sin trabajar. Cuando regresó, en lugar de retomar su carrera de actriz o volver a la enseñanza, se decantó por la representación de actores, profesión que desempeñó hasta 2008, año en el que se retiró para regresar a la costa mediterránea.